# Cantabria (1937)
El Cantabria, mayormente conocido por su segundo nombre Alfonso Pérez fue un carguero republicano hundido por el crucero auxiliar franquista español Nadir en una acción militar durante la guerra civil española a unas 12 millas náuticas de la costa de Norfolk (este de Inglaterra), el 2 de noviembre de 1938. Con anterioridad a su hundimiento, el barco había llevado los nombres War Chief y Alfonso Pérez, y fue utilizado como barco-prisión por los republicanos con este último nombre.

## Nombres
El Cantabria recibió hasta tres nombres a lo largo de su historia:
- War Chief (1919).
- Alfonso Pérez (1919-1937).
- Cantabria (1937-1938).

## Historia

Contraseña de la provincia marítima de Santander, a la que perteneció entre 1919 y 1938.

El Cantabria fue construido en Vancouver (Canadá), siendo parte de una serie encargada por la Marina Británica. La serie llevó por nombre "Dollar", en honor al ingeniero que la diseñó, llevando todos los barcos de la serie como nombre el nombre War junto a otro nombre: en este caso, el War Chief. Los barcos de dicha serie tenían un registro de 5700 tm en bruto y 8800 t en peso muerto.
En su viaje inaugural, en 1919, el War Chief fue comprado por Ángel Pérez para su compañía naviera por 316.476 ₤. Tras su llegada al puerto de Cardiff (Gales) el 17 de octubre de 1919, cambió de bandera. Su primera entrada en el puerto de Santander (Cantabria), donde tenía su sede la naviera de Ángel Pérez, se produjo el 1 de mayo de 1920.
Con el paso de los años, y dado su excesivo consumo, el Alfonso Pérez era cada vez menos rentable. Si bien durante la Primera Guerra Mundial y la inmediata posguerra eso no resultaba un problema, ya en los años 30 sí lo era, y el barco cada vez tenía menos fletes. El 22 de enero de 1932, procedente de Bilbao, el Alfonso Pérez atraca en el Pozo de los Mártires en Santander (los actuales muelles frente a la Aduana y la Comandancia de Marina), para una larga estancia.
En octubre de 1934 el barco comenzó su primera etapa como barco-prisión. La huelga general en Cantabria y la Revolución de Asturias hicieron que fuera necesario habilitar el barco como prisión, dado el alto número de personas detenidas. Estos presos fueron después trasladados al Arantzazu-Mendi, atracado en el Cuadro, también en el puerto de Santander.

### Guerra civil española
El 28 de julio de 1936, a raíz de la sublevación militar que daría lugar a la Guerra Civil, las autoridades santanderinas requisaron el barco volviéndolo a habilitar como barco-prisión (el "Al-Pe-Pri", o Alfonso Pérez Prisión). El barco permaneció en el Pozo de los Mártires un tiempo, con una guardia de milicianos socialistas que fueron después relevados por milicianos anarquistas de la FAI. En octubre de 1936 el barco fue trasladado con sus prisioneros al Cuadro, concretamente al muelle saliente n.º 1, junto a la esquina del espigón de Nueva Montaña. Su comandante fue el calafate Emilio S. Abascal.
El 27 de diciembre de 1936 se desencadenó la tragedia por la que fue más conocido el barco: la aviación nacional bombardeó la zona portuaria de Santander, causando unos 70 muertos y 50 heridos. Tan pronto se fueron los bombarderos se desató la venganza, consumada en los civiles derechistas presos en el Alfonso Pérez, muriendo unos 160 de ellos. Los milicianos del comisario político socialista Manuel Neila que asaltaron el barco, comenzaron arrojando bombas de mano en las bodegas donde se encontraban los católicos, falangistas y demás civiles presos, causando las primeras víctimas. El resto fueron ejecutados sumariamente en cubierta, con un disparo en la nuca. La matanza provocó las protestas oficiales del Gobierno británico y, en febrero de 1937, el Alfonso Pérez dejó de ser barco-prisión, siendo comisionado por el Consejo Interprovincial de Santander, Palencia y Burgos como mercante.
El 25 de febrero de 1937 el Alfonso Pérez partió de Santander, después de cambiar de nombre a Cantabria. Castro Urdiales fue el último puerto que tocó en Cantabria, donde cargó mineral.

### Hundimiento
Hacia las 11.30 a. m. del 2 de noviembre de 1938, el capitán Argüelles del Cantabria estaba preocupado al notar que su carguero estaba siendo seguido por un barco más pequeño. Tenía buenas razones para preocuparse, ya que Hitler había permitido el uso del puerto alemán de Emdem a la marina de guerra del bando sublevado para que los usaran como base para atacar los barcos republicanos en el Mar del Norte y el Canal de la Mancha.
El capitán Argüelles ordenó cambiar un par de grados su curso para comprobar si el otro barco hacía lo mismo. Para mayor preocupación del capitán, el barco siguió el nuevo rumbo del Cantabria. Los oficiales estudiaron con prismáticos el barco, pero no parecía presentar ninguna amenaza, pareciendo un simple barco de pasajeros de unas 1500 tm. Sin embargo, el barco era de hecho el Nadir, un barco de la armada sublevada.
Argüelles volvió a cambiar de rumbo, dirigiéndose hacia la costa de Norfolk. El Nadir le siguió, acelerando su marcha. En ese momento la tripulación del Cantabria observó que la bandera de los sublevados había sido izada en el mástil del Nadir. Al mismo tiempo sus cañones, que habían permanecido ocultos, fueron desvelados, ordenando al Cantabria detenerse bajo la amenaza de abrir fuego. Era ya la tarde del 2 de noviembre cuando el Nadir abrió fuego sobre el barco republicano.
El ataque ocurrió en alta mar, fuera de las aguas territoriales británicas, pero lo suficientemente cerca de la costa como para ser observado desde la orilla. Según testimonio del propio Argüelles, el Cantabria rechazó detenerse después del primer disparo de advertencia del Nadir. Entonces varios pesqueros cercanos intervinieron haciendo sonar sus sirenas y dirigiéndose hacia el barco nacional. Esto provocó que el barco atacante, a pesar de no estar amenazado por los pesqueros, cambiase su rumbo suspendiendo el ataque. Los pesqueros, satisfechos por haber parado la confrontación, prosiguieron su ruta. Sin embargo, el Nadir, tan pronto como tuvo de nuevo a tiro al Cantabria, comenzó a disparar sobre él. Uno de los cañonazos destruyó el puente. El Nadir rodeó al Cantabria disparando sus cañones sin parar y rociando la cubierta con fuego de ametralladora. Otro cañonazo destruyó la maquinaria del Cantabria, dejándole a la deriva. Todo este tiempo el operador de radio había estado enviando mensajes denunciando que el barco estaba siendo "cañoneado por un barco desconocido". Después de la destrucción del puente y de la maquinaria el operador mandó la señal de S.O.S. La posición que dio del Cantabria fue de 8½ millas al sureste del barco-señal de Haisbro.
A las 5 p. m., cuando ya oscurecía, salió desde Cromer el bote salvavidas H.F. Bailey para rescatar a los náufragos del Cantabria. Antes de la llegada del Bailey el fuego se había desatado en el barco republicano. Parte de su tripulación y del pasaje abandonó el barco en dos botes; el capitán Argüelles, su esposa, sus hijos y dos miembros de la tripulación permanecieron a bordo temiendo por sus vidas si eran capturados por el barco rebelde. Con los dos botes en el agua, el Nadir dejó de disparar.
El ataque había sido observado por dos mercantes, el Monkwood británico y otro noruego, que no se atrevieron a rescatar a los náufragos temiendo la reacción del Nadir, que aún estaba en aguas internacionales. El Monkwood envió un aviso a las autoridades navales británicas, y éstas enviaron algunas unidades para impedir que se desatasen hostilidades dentro de sus aguas territoriales. Otro mercante británico, el Pattersonian llegó en respuesta al S.O.S. del Cantabria. Su capitán vio al Nadir moverse hacia uno de los botes del Cantabria, así que decidió poner el Pattersonian entre el barco nacional y los náufragos. Once de los miembros de la tripulación del mercante republicano fueron rescatados por este barco, pero otros veinte fueron capturados por el Nadir.
A las 6.30 p. m., ya de noche, llegó el Bailey, que logró rescatar a Argüelles, su familia y a uno de los tripulantes (Joaquín Vallejo), mientras que otro, Juan Gil, se fue a pique con el barco.

### Cultura
La trágica historia del Alfonso Pérez como barco-prisión y lugar de muerte para más de 150 santanderinos y hombres de provincia se convirtió en un icono en la cultura o "estilo" falangista del Norte de España, pasando a recoger de forma alegórica y poética el acaecimiento de estos asesinatos en el himno "Al Pe Pri" de autoría desconocida. Sus estrofas hacen alusión a la retórica falangista ("rojo y negro", "lucero", "el Ausente") y se adjuntan a continuación:
Sucias bodegas de sombra y de sangre
se abren al cielo, impasible y feliz,
al rojo y al negro pendón de Falange,
y arriba, el azul de las noches sin fin.
Palpitan gloriosas estrellas lejanas,
murmuran en torno aguas que no vi,
y a cada disparo se enciende un lucero
y escalan al cielo almas de marfil.
¡Al Pe Pri!
Torres de esperanza, destellos de imperio
Torres de esperanza, destellos de imperio
ya trepan, ya alcanzan la cota, el cenit;
ciento ochenta almenas gritan a los vientos:
Nuestro es el triunfo, siempre es nuevo abril.
De sombra y de sangre la fosa se anega;
cinco flechas vuelan. ¡míralas allí!
¡Ya vuelve el Ausente, se rasga la niebla!
Ciento ochenta almenas le miran venir.¡Al Pe Pri!

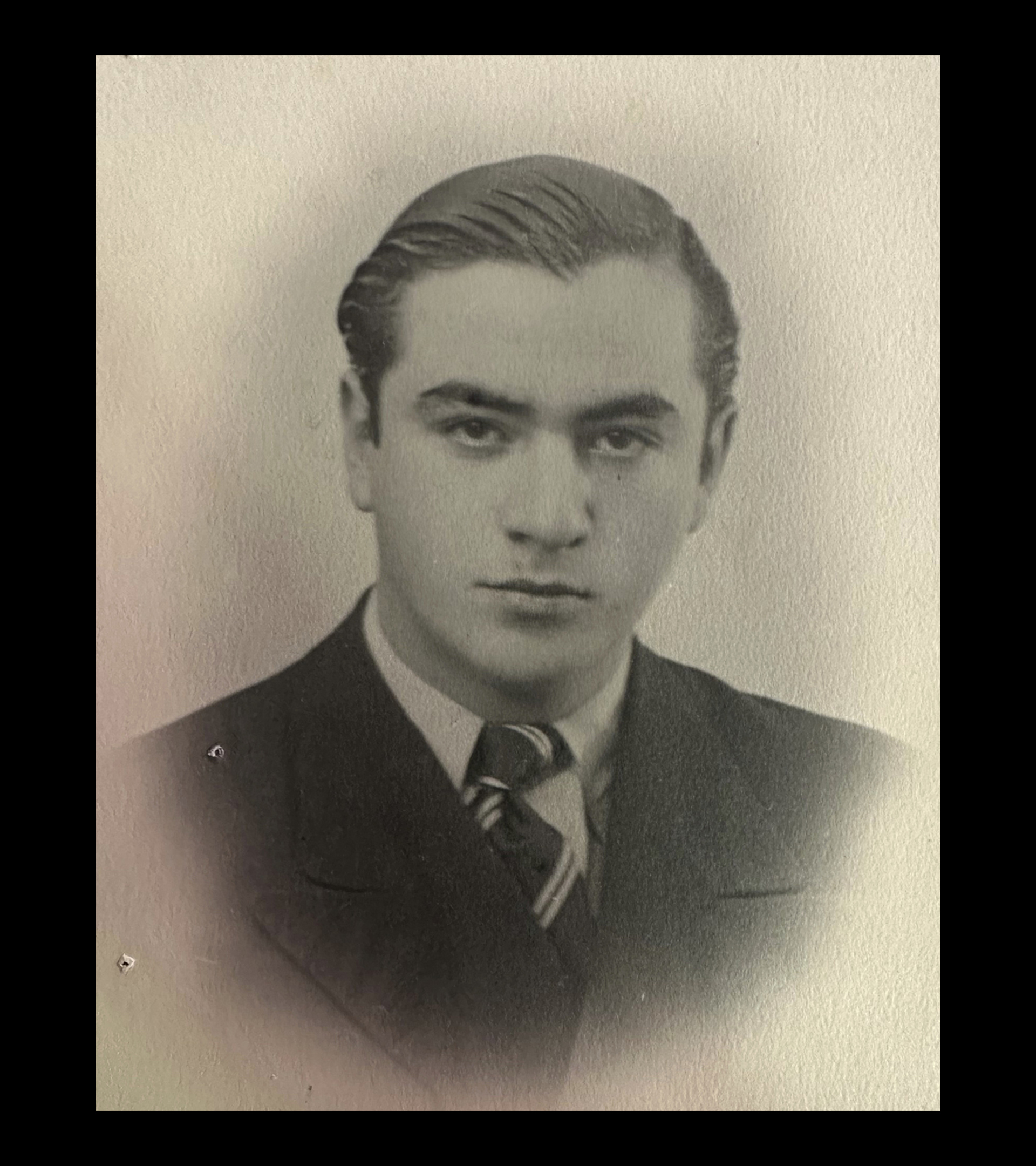
Álvaro Pombo Caller, tío carnal del novelista Álvaro Pombo y víctima falangista de los asesinatos a bordo del Alfonso Pérez el 27 de diciembre de 1936.

En 2024, Álvaro Pombo publicó una novela titulada "Santander, 1936" galardonada con el Premio Umbral a mejor libro del año. En ella recoge la fatídica historia de su tío carnal "Alvarito", afiliado a Falange Española de las JONS y víctima de las matanzas del Alfonso Pérez.